# Parkstad
Parkstad (finska Puistola) är ett delområde med järnvägsstation i stadsdelen Storskog i Helsingfors stad. Till Parkstad hörde tidigare åkrarna väster om Stambanan, men sedan området bebyggts avskiljdes området och blev delområdet Stapelstaden. 
Parkstad föddes i början av 1900-talet då bolaget AB Parkstad-Wanda-Puistokylä parcellerade området och sålde ut tomter till blivande villaägare. Bebyggelsen spreds till ett stort område, speciellt öster om stationen. Det finns fortfarande många villor kvar, men en stor del av byggnaderna har ersatts, främst med radhus. 